# سوالو ريف
سوالو ريف هي جزيرة مرجانية أستوائية تابعة لـجزر سبراتلي التي تديرها ماليزيا، والتي تقع على بعد حوالي 300 كيلومتر شمال غرب كوتا كينابالو، صباح. يبلغ طول الجزيرة المرجانية حوالي 7 كم وعرضها 2 كم.
البحرية الملكية الماليزية (RMN) حافظوا على وجودها منذ عام 1983، ولكن كما هو الحال مع جميع جزر سبراتلي، والملكية المتنازع عليها والتي تطالب بها أيضا الصين الشعبية وتايوان وفيتنام.
اكتسبت الجزيرة الشهرة كوجهة للغواصين وتشتهر بشكل خاص بأسماك قرش المطرقة خلال موسم التزاوج في مايو، كما يتم توفير احتياجات النقل الجوي من خلال مطار الجزيرة (لايانج-لايانج).

## تاريخ الجزيرة
في يونيو 1980، أقيمت لوحة المطالبة على الجزيرة من قبل القوات البحرية الحربية الخاصة في ماليزيا.
في مايو 1983، قام ثمانية عشر عضوًا من أعضاء القوات البحرية الحربية الخاصة ببناء معسكرهم الأول، في ذلك الوقت كانت البنية التحتية الوحيدة المتاحة هي مهبط للطائرات لنقل الأفراد، وكان على القوات الخاصة أن تخيم تحت سماء مفتوحة، تم بناء المحطة البحرية «ليما» في أبريل 1986، وتتألف من مركز صغير للعمليات الحية.
في عام 1989، قررت الحكومة تطوير الجزيرة إلى منطقة سياحية.
في عام 1991، أكمل المنتجع أعمال البناء والتطوير ليصبح مكانًا مريحًا خاصة للغوصين.
في عام 1995، تم إضافة المزيد من المباني بما في ذلك مبنى يحتوي مكيف للهواء، وقطاع هبوط للطائرة ومحطة رادار وبرج مراقبة الحركة الجوية ورصيف.
في 20 يوليو 2003، تم الانتهاء من توسع مطار لايانج-ليانج الذي زاد من طول المدرج من 1.064 متر (3,490 قدم) إلى 1,367 متر (4,480 قدم)، نتيجة لذلك زاد طول الجزيرة من 1.2 كم إلى أكثر من 1.5 كيلومتر.
في يوليو 2004، تم افتتاح منشأة للبحوث البحرية، (محطة البحوث البحرية بولاو لايانج-ليانغ).
في 5 مارس 2009، قام عبد الله أحمد بدوي، رئيس وزراء ماليزيا في ذلك الوقت بزيارة الجزيرة.

## محتويات الجزيرة

### مطار الجزيرة
يتكون المطار من مدرج للطائرات ومحطة رادار وبرج مراقبة الحركة الجوية، يبلغ طول المدرج حوالي 1367 مترًا وعرضه 28 مترًا، يشتمل المدرج على رقم تصنيفه (032RBXU)، مما يشير إلى أن المدرج عبارة عن رصيف صلب متوسط القوة.

### لايانج-ليانج ريزورت
هو منتجع 3 نجوم يقع على الجزيرة يفتح من 28 فبراير - 1 سبتمبر، يحتوي على 86 غرفة، كما توجد منازل تقليدية لشعب بورنيو البدائي، يقدم مطعم المنتجع المأكولات الآسيوية والغربية، كما توجد أحواض سباحة بمياه عذبة ومساج للجسم ومركز للعلاج بتدليك القدمين يسمى «رابا هاوس».

### محطة ليما البحرية
احتفظت البحرية الملكية الماليزية «بمحطة بحرية خارجية» في الجزيرة منذ عام 1983، وتقوم السفينة الحربية الهجومية (CB90) المتمركزة قرب الجزيرة بدوريات في المياه المحيطة، ويتم وضع العديد من المدافع المضادة للسفن والطائرات حول الجزيرة، ويقوم الأفراد بتشغيل نظام الدفاع الجوي «ستاربورست» لمنع الهجمات على مستوى منخفض في الجزيرة.

### الكهرباء
مصدر الطاقة الرئيسي للجزيرة يأتي من مولدات الديزل، هناك ايضاً طاحونة هوائية كبيرة تحتفظ بها شركة الطاقة المملوكة للدولة (Tenaga Nasional) التي توفر الطاقة من سرعات الرياح التي تصل إلى 50 عقدة لتوفير إمدادات إضافية للكهرباء.

### الماء
يتم الحصول على إمدادات المياه النظيفة للجزيرة والتي تبلغ 57 طنًا يوميًا من محطة معالجة المياه المقطرة.

### الإنترنت والاتصالات الخلوية
تم تحسين خدمات الإنترنت حاليًا وسيتم تحسين الاتصالات من 2G إلى 3G من قبل لجنة الاتصالات والوسائط المتعددة الماليزية.

### خدمة البريد
في عام 2015، أطلقت ماليزيا الرمز البريدي لأولئك الذين يعيشون في الجزيرة.

## المناخ
تقع الجزيرة داخل الحزام الاستوائي وله مناخ استوائي، يتم إغلاق الجزيرة أمام السياح من شهر نوفمبر إلى يناير من كل عام بسبب الأمطار الموسمية الغزيرة، ومع ذلك فإن أفراد القوات المسلحة الماليزية يعملون في الجزيرة العام كله، درجات الحرارة تتراوح من 24 إلى 32 درجة مئوية.

## السياحة
تتمتع الجزيرة بشهرة كوجهة للغواصين، وبمياه صافية ومجموعة متنوعة من الحياة البحرية بما في ذلك أسماك القرش ذات رأس المطرقة وفرس البحر القزم وسمكة جاك والباراكودا وأشعة المانتا.

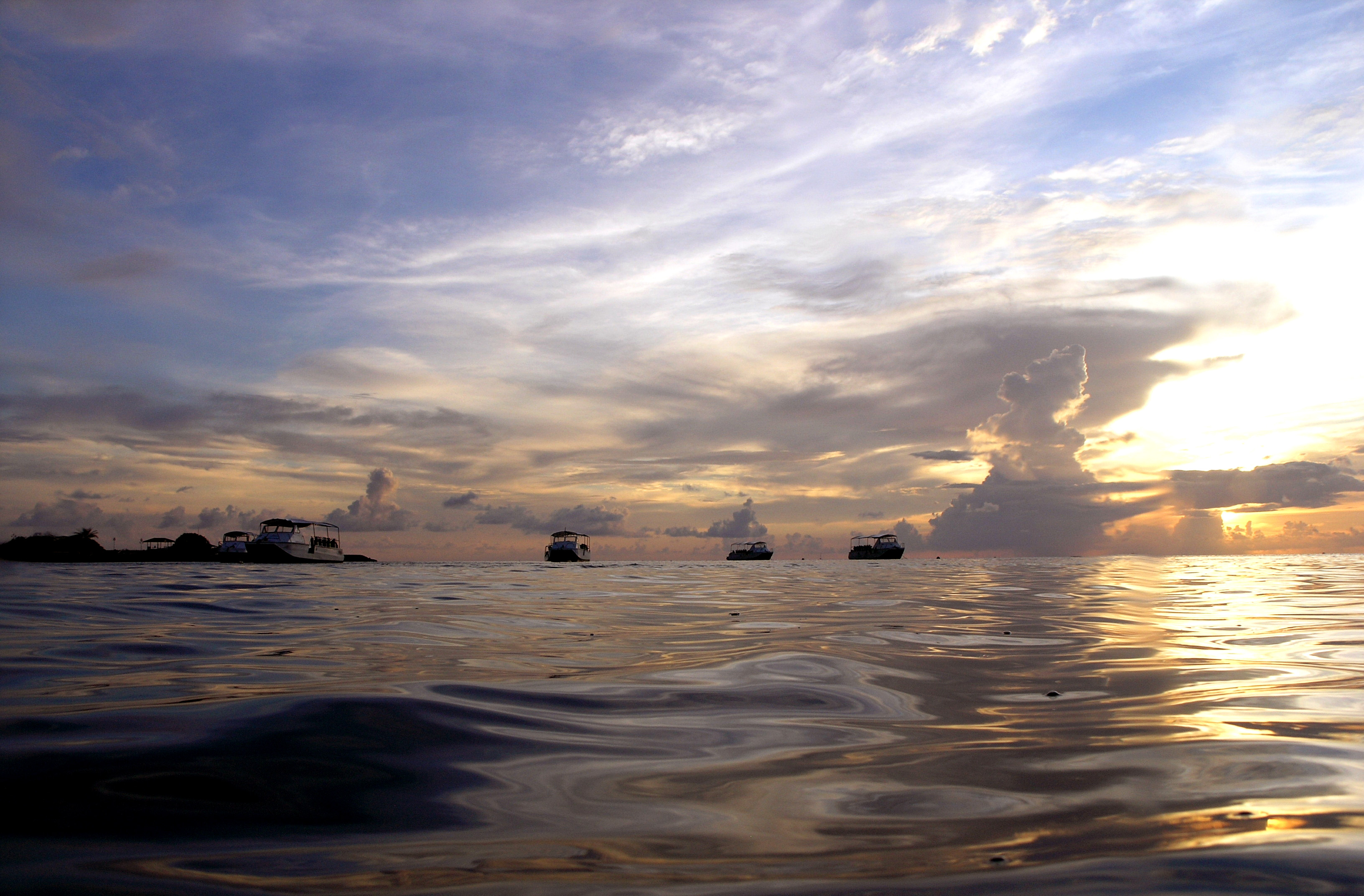
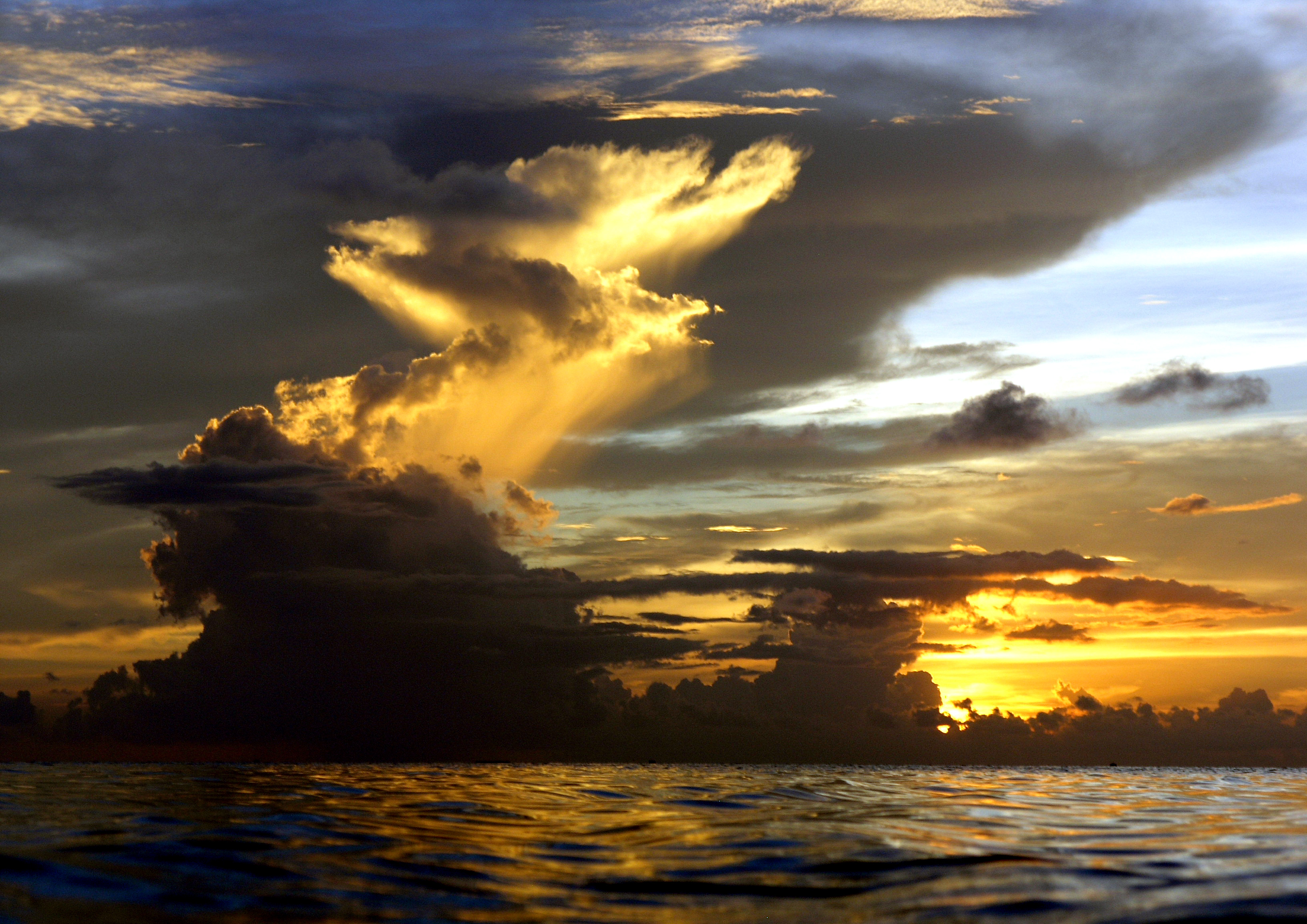
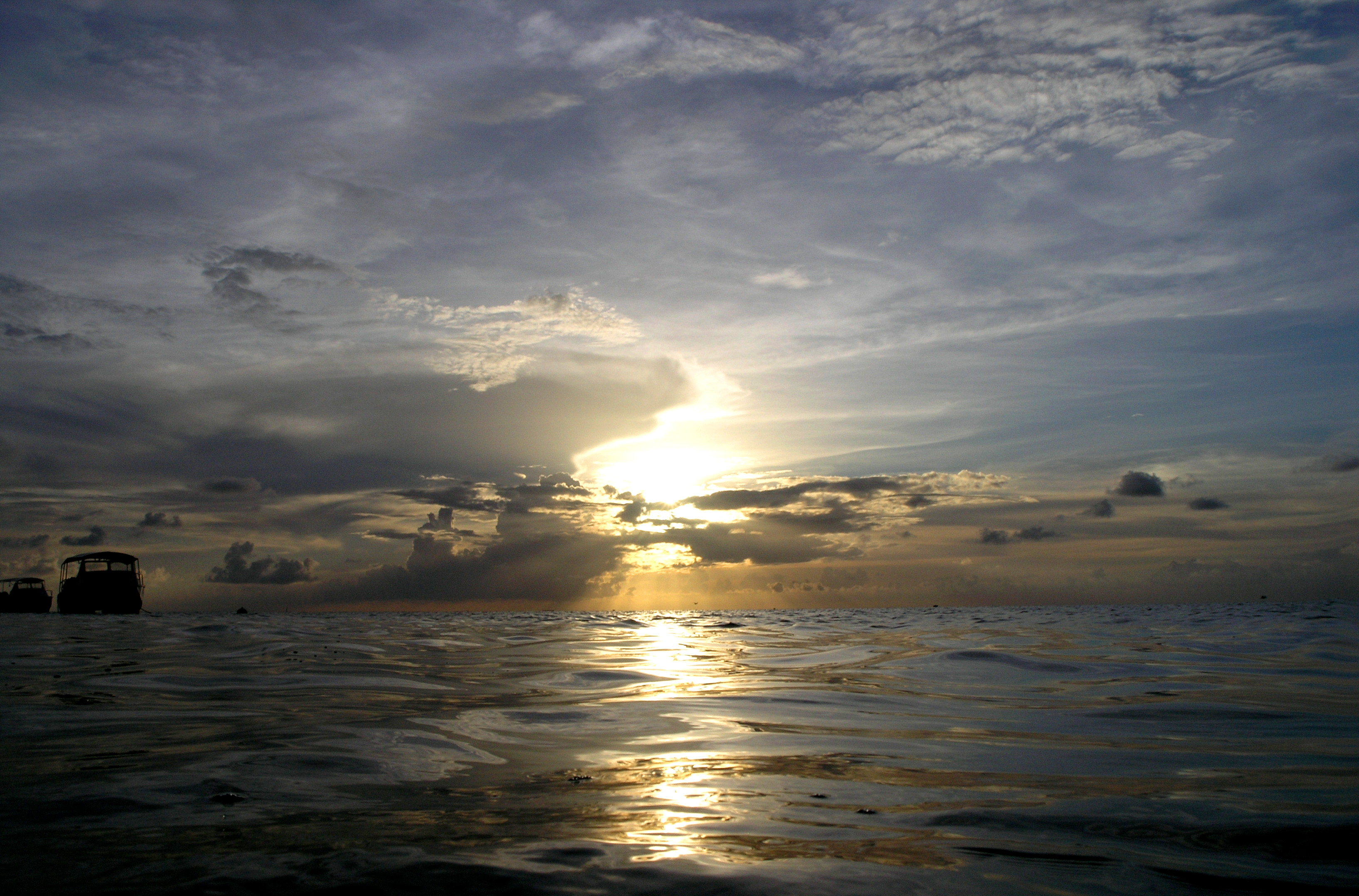
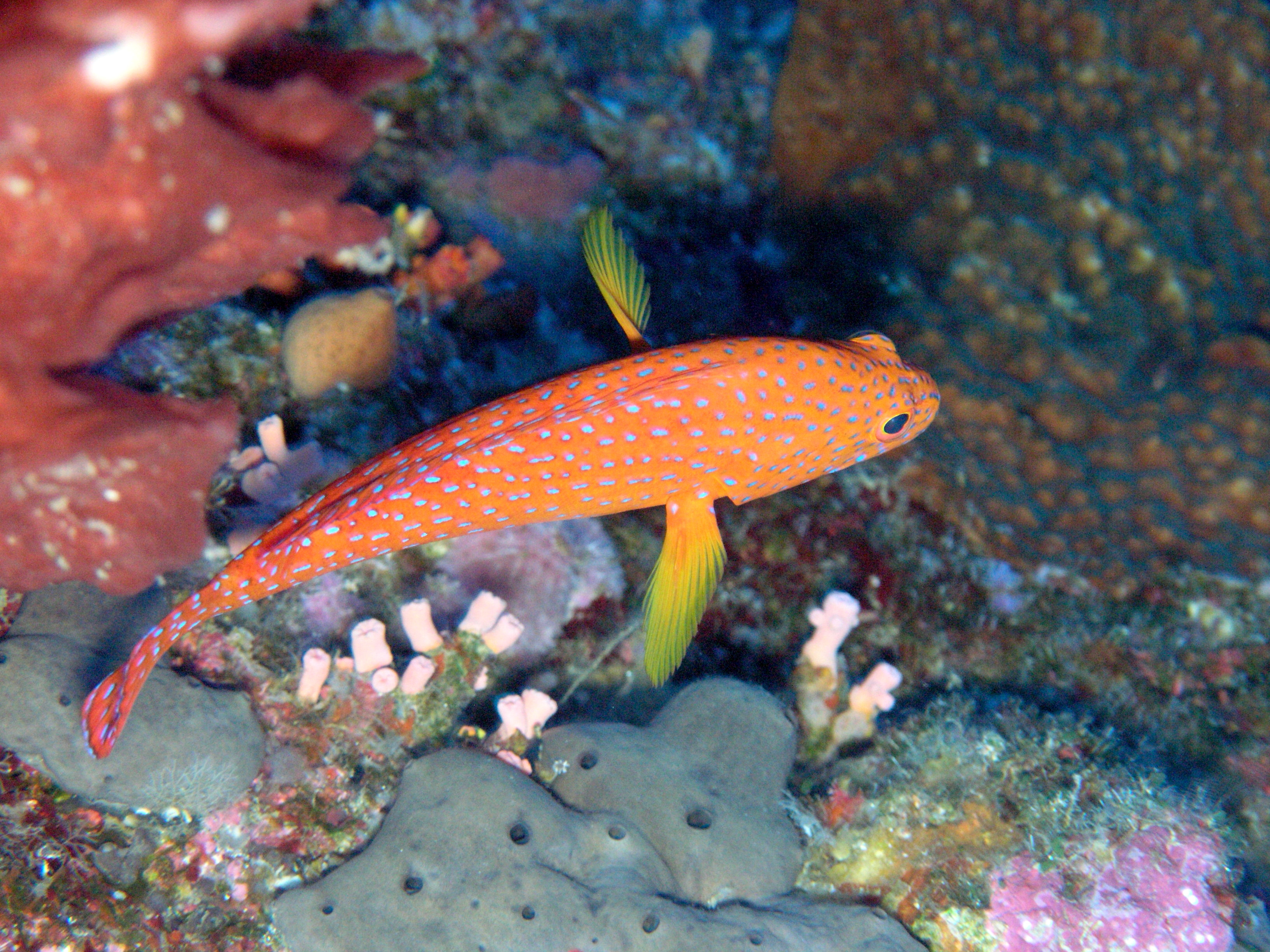
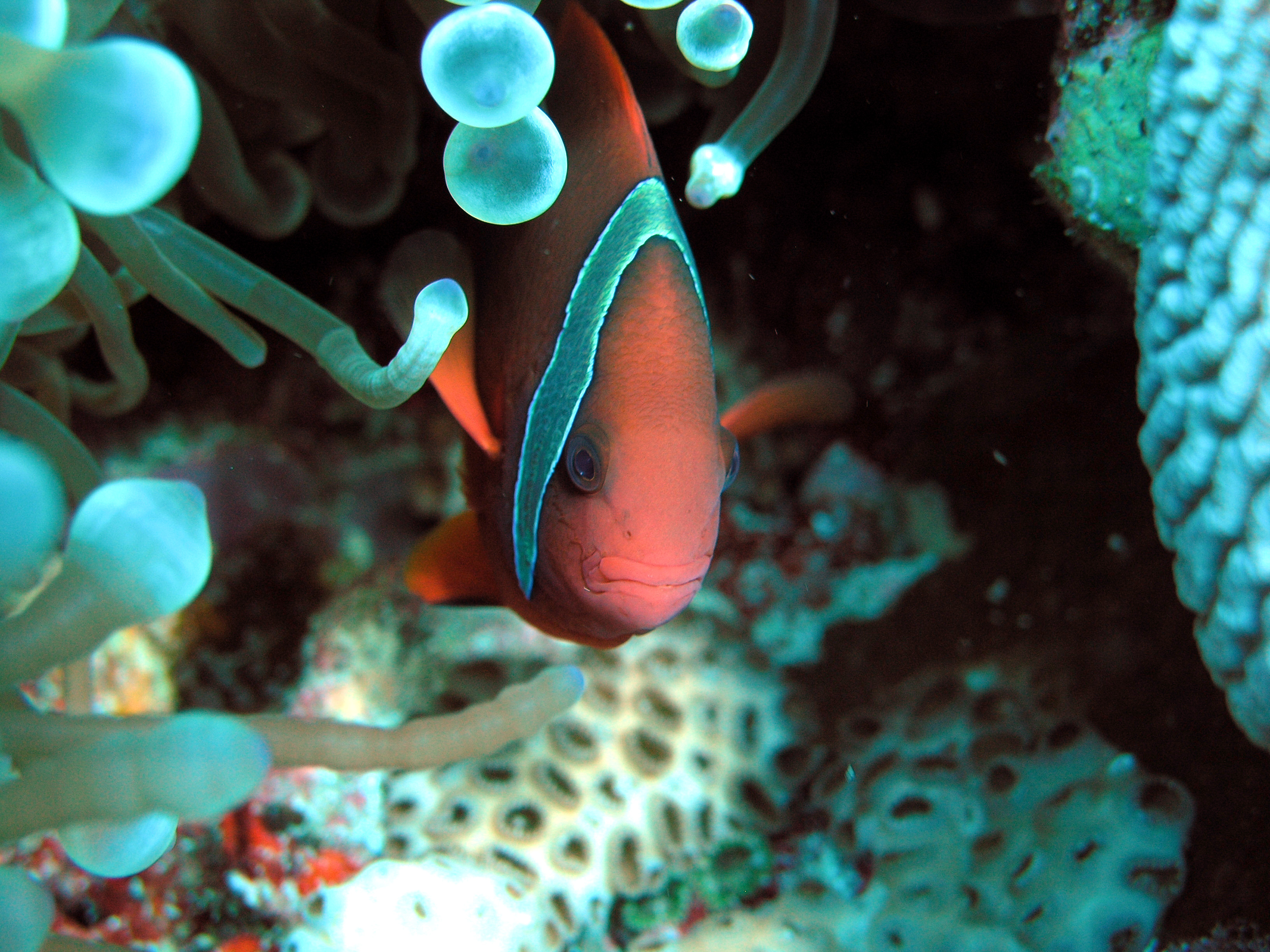
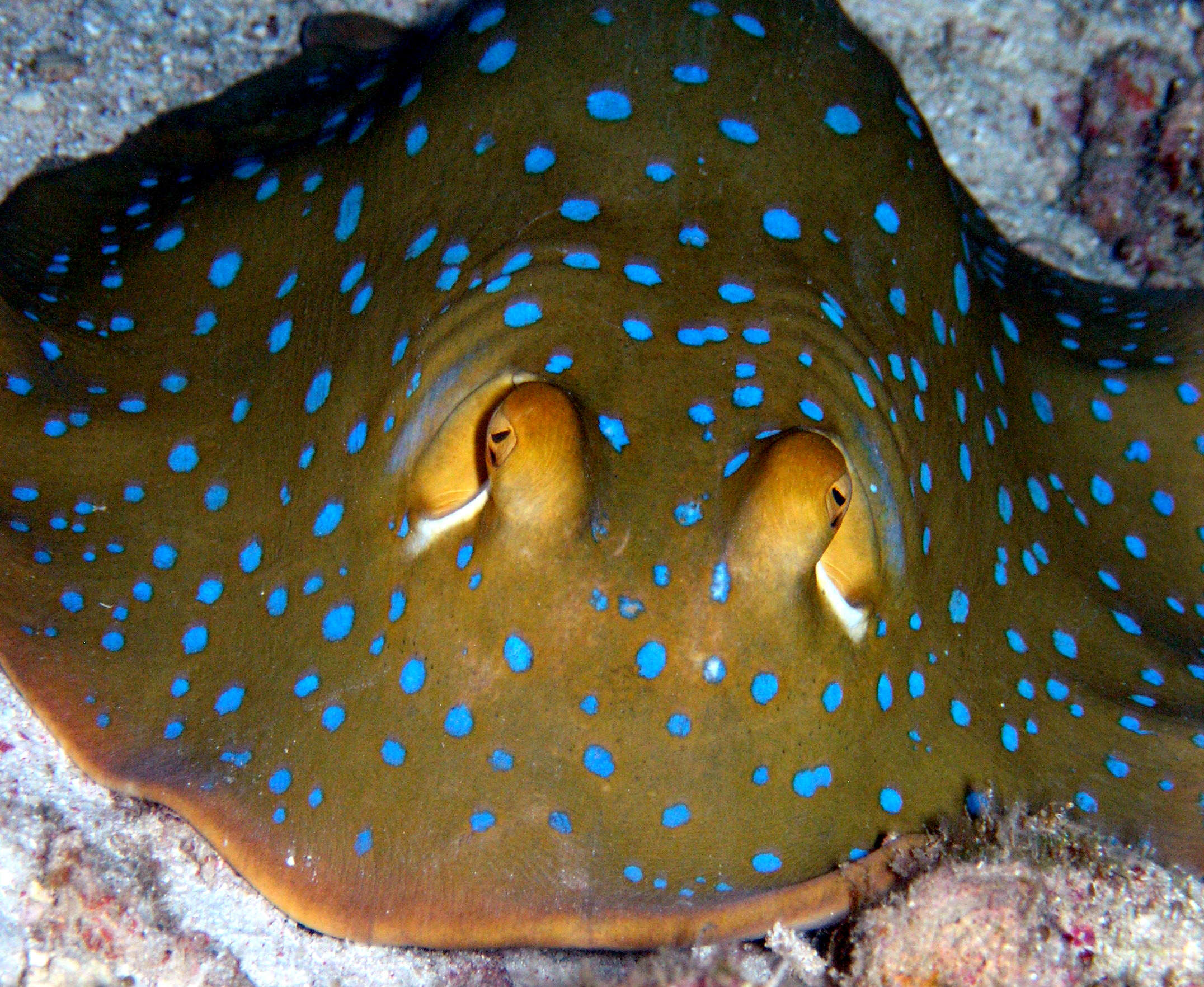
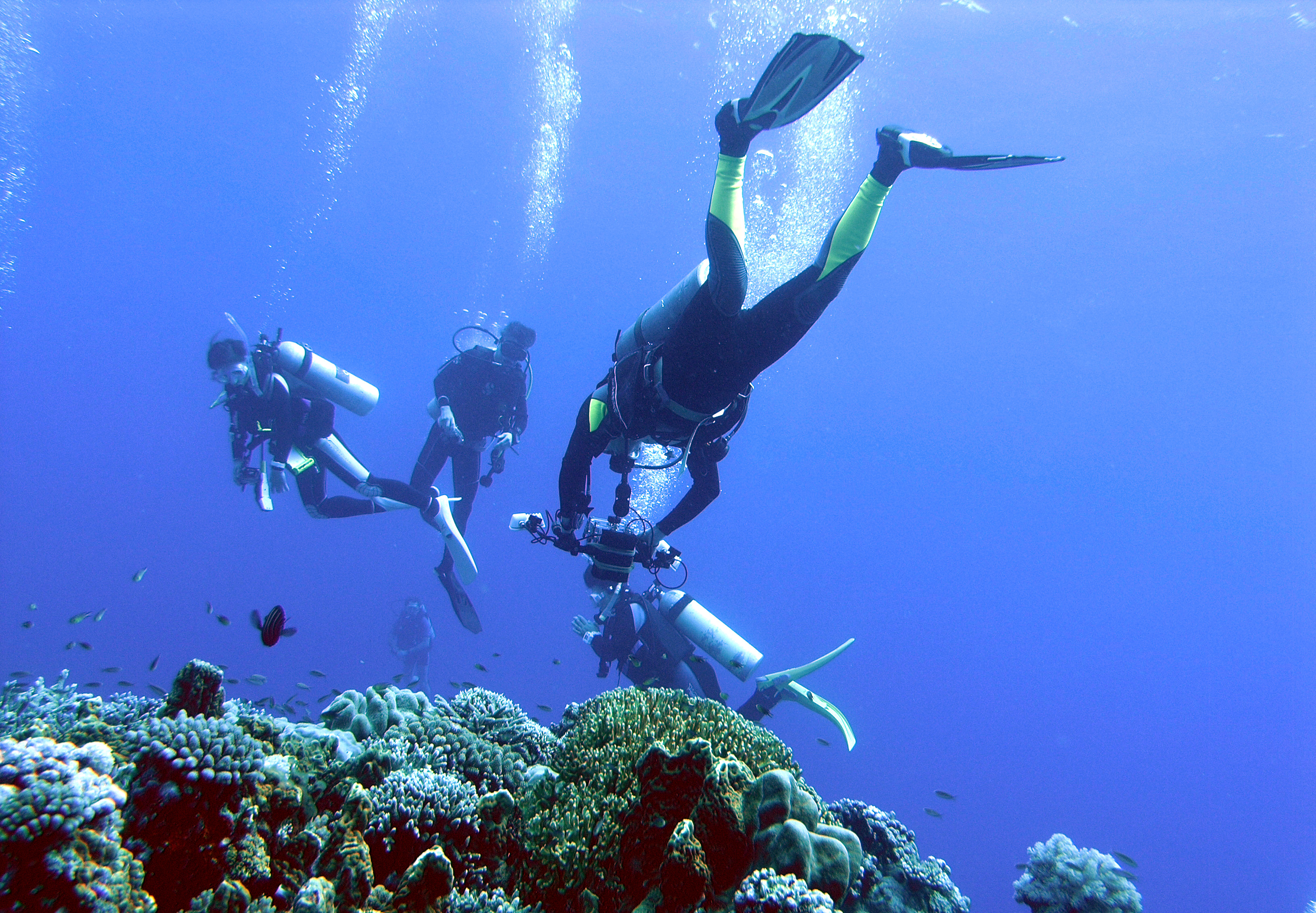
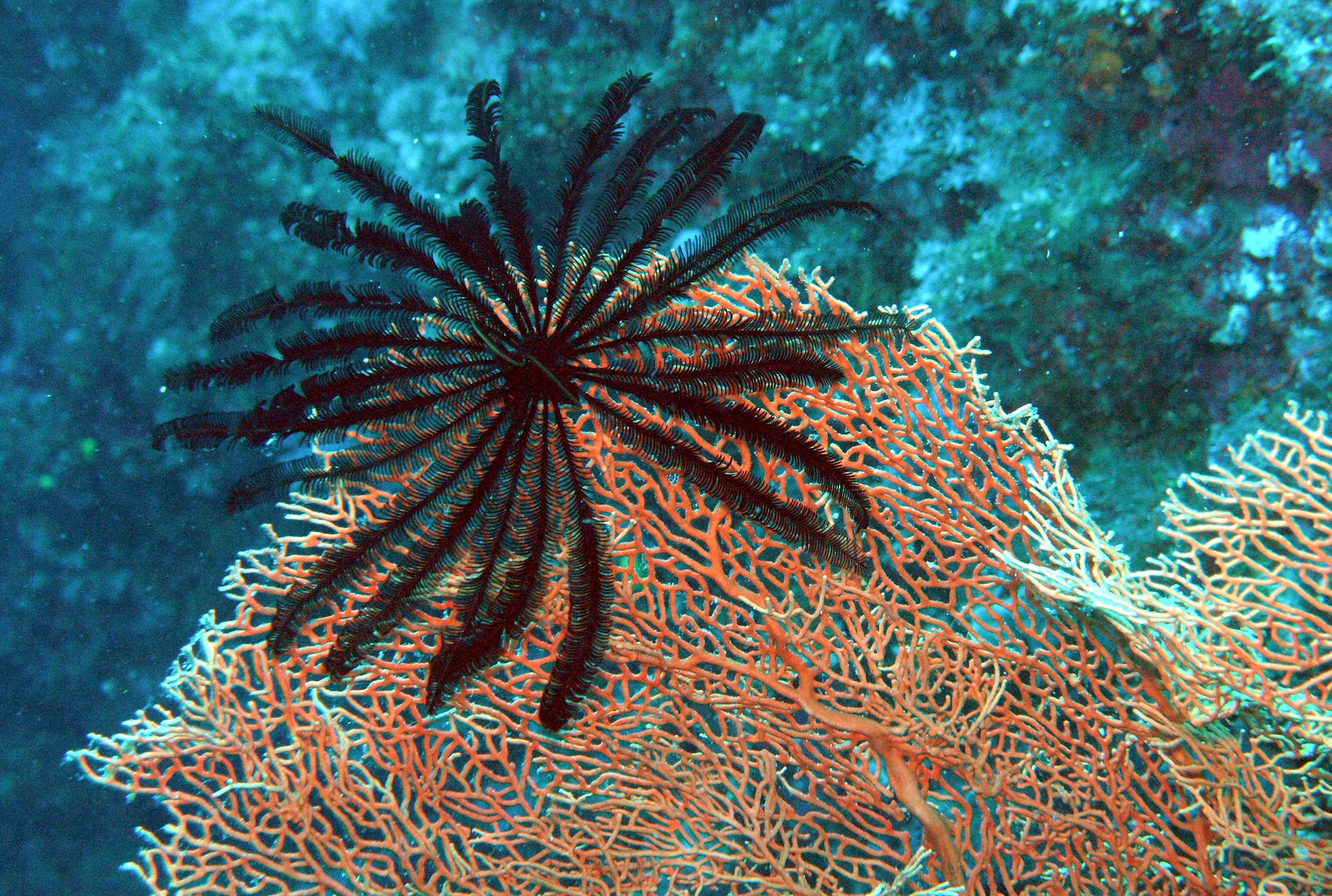